# Мосьциська-Малі
Мосьциська-Малі (пол. Mościska Małe) — село в Польщі, у гміні Радошиці Конецького повіту Свентокшиського воєводства.
У 1975-1998 роках село належало до Келецького воєводства.